# María Dolores Pallero Espadero
Dolores Pallero Espadero (Arroyo de la Luz, 11 de noviembre de 1972) fue Vicepresidenta Primera y Portavoz de la Junta de Extremadura entre 2007 y 2011

## Trayectoria
Nacida en Arroyo de la Luz, provincia de Cáceres, es licenciada en derecho por la Universidad de Extremadura. En 1989 se afilió al PSOE de su localidad natal. Entre 1995 y 2003 fue teniente de alcalde de Arroyo de la Luz, cargo que compaginó con la secretaría general de la agrupación local, entre 1992 y 2004. En 1995 fue brevemente diputada provincial en la Diputación de Cáceres. Desde 1997 es diputada regional del PSOE en la Asamblea de Extremadura. En 2004 fue nombrada Consejera Portavoz de la Junta de Extremadura en el gobierno de Juan Carlos Rodríguez Ibarra. En las elecciones autonómicas de 2007, encabezó la lista del PSOE a la Asamblea de Extremadura por la Provincia de Cáceres, siendo elegida diputada de nuevo. El 2 de julio de 2007, el Presidente de la Junta de Extremadura Guillermo Fernández Vara la nombra Vicepresidenta Primera y portavoz y de su gobierno, cargo que desempeñó hasta su cese en 2011.

## Cargos desempeñados
- Secretaria general del PSOE de Arroyo de la Luz. (1992-2004)
- Teniente de Alcalde de Arroyo de la Luz. (1995-2003)
- Diputada por la provincia de Badajoz en la Asamblea de Extremadura. (1995-1999)
- Diputada por la provincia de Cáceres en la Asamblea de Extremadura. (1999-2011)
- Consejera Portavoz de la Junta de Extremadura. (2004-2011)
- Vicepresidenta primera de la Junta de Extremadura. (2007-2011)